# Heyah
Heyah – polska marka usług telefonii komórkowej, działającej w systemie prepaid. Operatorem sieci Heyah jest T-Mobile, do której należy także sieć T-Mobile Polska. Do 2009 roku Heyah oferowała jedynie karty SIM, doładowania i usługi, później uzupełniła ofertę o sprzedaż telefonów komórkowych. Logo Heyah jest stylizowany kształt pięciopalczastej dłoni (pierwotnie czerwony, obecnie wielokolorowy) uzupełniony nazwą sieci, dawniej stylizowaną na uliczne graffiti. 

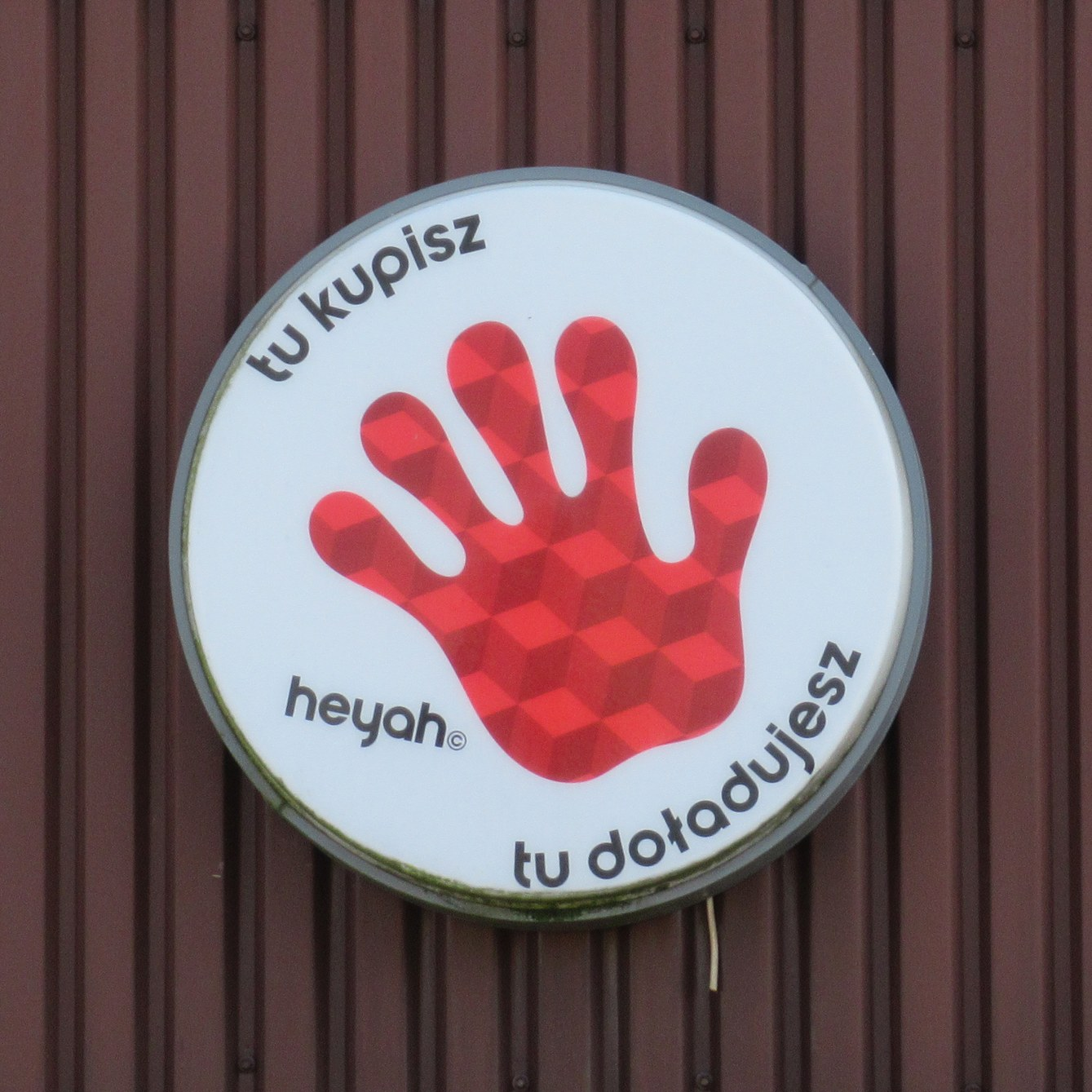
Takim znakiem reklamowała się marka „Heyah”

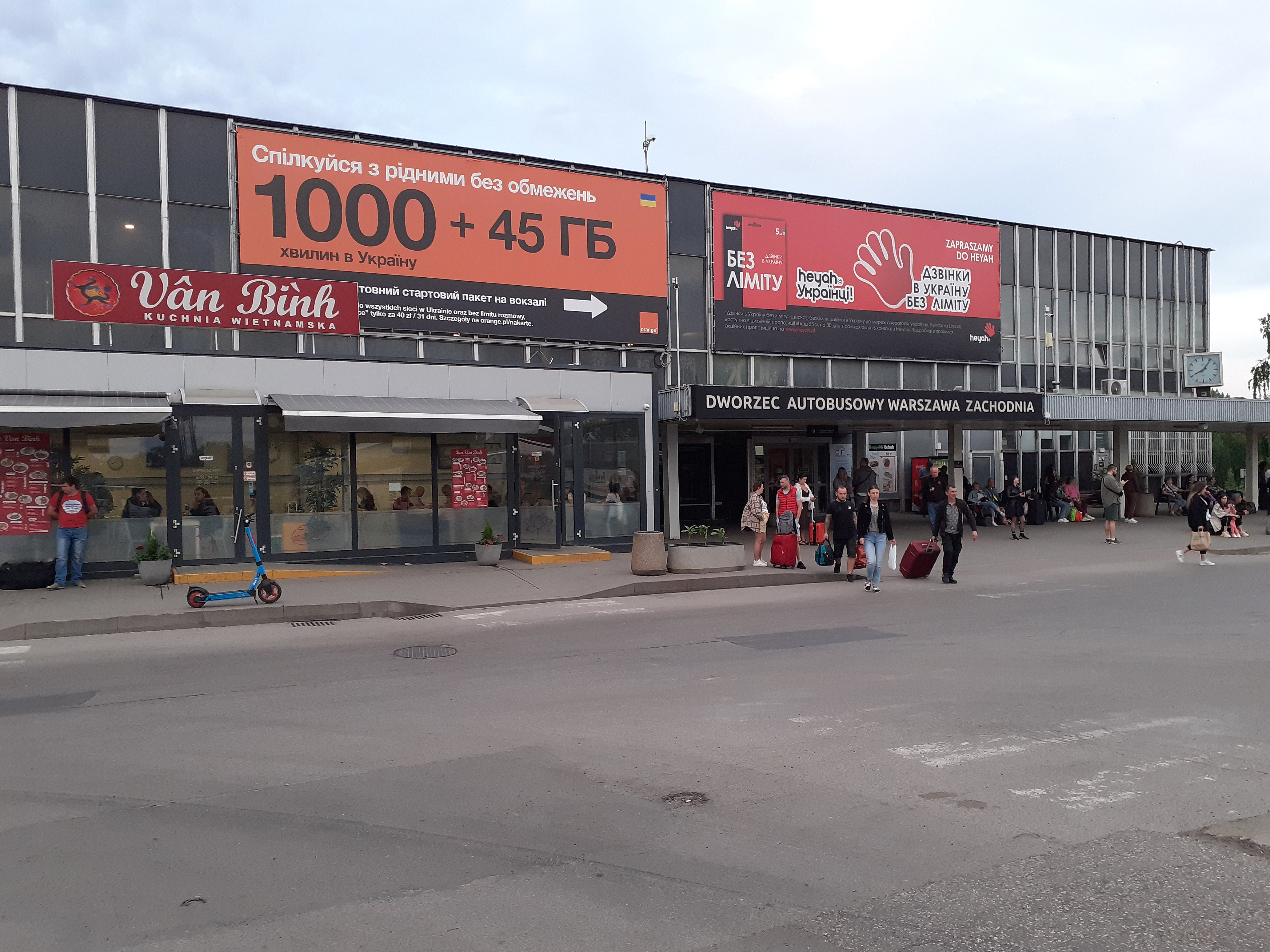
Reklama sieci heyah na dworcu autobusowym Warszawa Zachodnia

Kampanie reklamowe Heyah charakteryzują się częstymi zmianami stylu. Taka kreacja podyktowana jest dążeniem do zaskakiwania odbiorców. Reklama Heyah zdobyła w 2010 r. nagrodę w Cannes.

## Historia
Usługi telekomunikacyjne pod marką Heyah są świadczone od 13 marca 2004 roku. Polska Telefonia Cyfrowa zainicjowała markę telefonii komórkowej Heyah już w 2003 roku. Grupą docelową była głównie młodzież. Akcję reklamową rozpoczęto w lutym 2004 r. i kontynuowano cały ten rok intensywnie reklamując logo Heyah autorstwa Przemysława Bogdanowicza, w postaci czerwonej dłoni na czarnym tle. W wielu miastach Polski odbyły się sponsorowane przez PTC koncerty (np. 24 kwietnia 2004 WWO – Kraków; Myslovitz – Katowice; Grammatik – Szczecin, Reni Jusis – Białystok). Sponsorowano też kolekcje mody, na których prezentowano markę oraz prowadzono różne konkursy firmowe, m.in. na najciekawszy komiks. PTC współpracowała też z telewizją 4fun.tv, realizując wspólne akcje promocyjne. 
Jesienią 2004 roku rozpoczęła się rozbudowa Heyah Klubu, połączona z jego intensywną promocją. Klubowiczom – użytkownikom Heyah proponowano różne rabaty, a także udostępniono komunikator internetowy, miejsce na prowadzenie własnego bloga i publikację fotografii oraz serwis informacyjny. Klub działał do roku 2010.  
Na początku 2005 wprowadzono możliwość doładowania konta w Heyah poprzez rachunek w banku Inteligo, zwiększono też ofertę produktów i sieć sprzedaży, zainicjowano kolejne konkursy reklamowe, a także sponsorowano Otwarte Mistrzostwa Warszawy w Breakdance oraz Międzynarodowy Festiwal Muzyki Elektronicznej Alt+F4, cykl ekstremalnych zawodów rowerowych downhill i 4cross SuperLiga, Mistrzostwa Polski w Kitesurfingu Free&Style Contest, Festiwal Rocka i Reggae NIE ZABIJAJ, a także Mistrzostwa Polski w Grach Komputerowych CYBERSPORT. 
Jesienią i zimą 2006 odbyły się kolejne imprezy ze sponsorowanych przez markę Heyah cyklów SuperLiga i CYBERSPORT. W styczniu 2007 udostępniono telefoniczną wersję komunikatora Gadu-Gadu. W 2009 Heyah przebudowano internetową stronę główną Heyah, uruchamiając m.in. sprzedaż internetową telefonów (sklep ten nazwano Mix). Rozszerzono też sieć punktów sprzedaży bezpośredniej.
W 2020 roku dokonano zmiany wyglądu logo, charakterystycznej czerwonej dłoni, jako część nowej kampanii reklamowej.

## Nagrody
- Grand Prix EFFIE 2005 – za kampanię wprowadzającą markę Heyah na rynek
- Złota EFFIE 2005 – za kampanię wprowadzającą markę Heyah na rynek
- Srebrna EFFIE 2005 – w kategorii Telekomunikacja, za kampanię „Zainfekowani”
- Najlepsza Marka III RP – tytuł przyznany przez ekspertów rynku mediowego w konkursie Pulsu Biznesu Sukces w marketingu – najlepsze marki III RP
- Golden Watch – na międzynarodowym festiwalu Golden Drum w Portoroż, za kampanię „Johnny 11 Palców”
- Srebrna EFFIE 2006 – w kategorii Telekomunikacja, za kampanię „Johnny 11 Palców”
- Złote Orły – Złoty Orzeł za kampanię „Zdrobnienia” (spot TV „Wściekłe pieski”) oraz wyróżnienie za multimedialną kampanię „Zdrobnienia” i spot TV „Pancerni” (z kampanii „dwa razy więcej”)
- Srebrna EFFIE 2007 – w kategorii Telekomunikacja, za kampanię „Zdrobnienia”
- Złote Orły – nagroda Złotego Orła za kampanię „Luźne Gadki”, wyróżnienie za POSM do kampanii „Sielanka” i za stronę internetową Heyah
- Webstar Festival, dwa wyróżnienia – w kategorii Telekomunikacja i Nowy serwis sieciowy (za stronę www.heyah.pl)